# Édouard Destenay
Pour les articles homonymes, voir Destenay.
Édouard Destenay, né le 6 avril 1850 à Alger et mort le 22 janvier 1924 à Orléans, est un militaire et compositeur français.

## Biographie
Édouard Destenay naît le 6 avril 1850 à Alger dans une famille de militaires d'origine languedocienne. Élève au Prytanée militaire de La Flèche, il s'engage dans l'armée du Nord durant la guerre franco-allemande de 1870.
Après la guerre, il fait partie d'une promotion d'élèves-officiers de l'école spéciale militaire de Saint-Cyr et sert dans l'infanterie. En 1878, il est instructeur au sein de l'école, et quelques années plus tard est promu capitaine, en 1882.  
À compter de 1883, il intègre l'intendance militaire et invente un pain de guerre particulier. En 1903, il prend une retraite anticipée de l'armée mais reprendra du service à l'occasion de la Première Guerre mondiale. 
Nommé officier du Nichan Iftikhar en 1886, il est fait chevalier dans l'ordre de la Légion d'honneur en 1893, puis promu officier en 1916. 
Membre correspondant de la Société d'agriculture, sciences, belles-lettres et arts d'Orléans à partir de 1908, il est nommé titulaire de la section des Sciences de cette Académie en 1910. 
Parallèlement à sa carrière militaire, Destenay étudie la composition avec Claudius Blanc et se consacre à la musique entre 1903 et 1914. Il est un des fondateurs du salon des musiciens français et est l'auteur d'une quarantaine de numéros d'opus.
Parmi ses œuvres, on compte une Symphonie romantique pour piano et orchestre, l'oratorio Le Christ, trilogie lyrique pour soli, chœurs et orchestre, plusieurs mélodies, des partitions de musique de chambre, un Choral et fugue pour deux pianos et plusieurs pièces de genre : Petites pièces pour violon et piano, À l'automne de la vie, suite pour violoncelle et piano, Tarentelle pour piano à quatre mains, violon et violoncelle, Sérénade pour piano, Conte de veillée pour harpe et clavecin.
Il meurt à Orléans le 22 janvier 1924.

## Œuvres
Édouard Destenay s'est particulièrement distingué dans le domaine de la musique de chambre. On lui doit plusieurs œuvres notables dans le genre, notamment :
- Quintette pour 2 violons, alto, violoncelle et piano en mi bémol majeur, op. 11 (1899)
- Quintette pour 2 violons, alto, violoncelle, harpe (ou piano) en mi bémol majeur, op. 12 (1905)
- Trio pour hautbois, clarinette et piano en si mineur, op. 27 (1906)
- Trio pour violon, violoncelle et piano en la mineur, op. 34 (1910)
- Quatuor pour violon, alto, violoncelle et piano en sol mineur, op. 38 (1911)
- Sonate pour violoncelle et piano (1920)